# 大塚琴美
大塚琴美（日语：／ Ōtsuka Kotomi，1989年12月16日—），日本女性配音員。所屬於AIR AGENCY，東京媒體學院（現：東京廣播學院）聲優養成科畢業。出身於茨城縣。身高153cm。

## 演出作品
※粗體字表示說明飾演的主要角色。

### 電視動畫
2010年
- (鋼鐵人（日语：アイアンマン (2010年のアニメ)）)（村莊小孩）
- 帥氣可愛宣言！（學）
- 黑執事II（少年A）

2013年
- 噗嗶啵 ～來自未來～（結城直哉[2]、東里子的母親）

2014年
- 卡片鬥爭!! 先導者G（2014～2018，山路輕[3]）5系列
- 積木戰士（6年級生團體）

2017年
- 鬼平（小孩）

2018年
- 惡魔高校D×D HERO（小孩）
- 高分少女（女學生B、女學生）

2019年
- 多羅羅（小孩）
- 卡片鬥爭!! 先導者 (2018年版)（山路輕）

2020年
- 淘氣貓2020：家有圓圓?! 我家的圓圓你知道嗎～（男孩子〈子貓〉）
- 炎炎消防隊 貳之章（小孩）

2021年
- BLUE REFLECTION RAY/澪（女高中生）

2023年
- 蠟筆小新（小孩A）
- 殭屍100～在成為殭屍前要做的100件事～（遊戲裡的殭屍）

2024年
- 異世界自殺突擊隊（獸人小孩）

### 網路動畫
2017年
- 蠟筆小新外傳 妖怪與野原新之助（日语：クレヨンしんちゃん外伝 お・お・お・のしんのすけ）（男子A）

2020年
- 座敷童子塌塌米醬（日语：ざしきわらしのタタミちゃん）（KTV店員[4]）

### 遊戲
2013年
- 蒼天的Sky Galleon（艾基多娜）

2014年
- 羅密歐與朱麗葉

2017年
- 駭客入侵：人類岐裂

### BLCD
2014年
- 新同學與原同學（幼少時期的笹原）

### 有聲漫畫
- 擅長逃跑的殿下（2021年，北條時行[5]）

### 外語配音

#### 電影
| 作品年份 | 作品名稱 | 配演角色 | 演員 | 媒介    |
| -------- | -------- | -------- | ---- | ------- |
| 2013     | 猛禽牧場 | －       | －   | DVD版本 |

### 旁白
- 未世紀 ～沸騰現場～
- 爆笑學園Nasebana～lu！（日语：爆笑学園ナセバナ〜ル!）

### 舞台
- 「天才」 - 笨小子

## 外部連結
- AIR AGENCY公式官網的聲優簡介 （页面存档备份，存于） （日語）
- （日語）－大塚琴美的官方個人部落格。
- 大塚琴美的X（前Twitter） （日語）